# Rue de l'Ave-Maria
La rue de l'Ave-Maria est une voie du 4e arrondissement de Paris, en France.

## Situation et accès
La rue de l'Ave-Maria est une voie publique située dans le 4e arrondissement de Paris. Elle débute au 3, rue Saint-Paul et se termine au 4, rue du Fauconnier. Elle coupe la rue des Jardins-Saint-Paul.

## Origine du nom
Elle doit son nom au couvent de l'Ave-Maria, supprimé en 1790, qui y était situé.

## Historique
Après la construction de l'enceinte de Philippe Auguste à la fin du XIIe siècle, une poterne fut ouverte dans sa muraille, la poterne des Barrés, dite aussi « poterne Barré », au niveau de la rue alors appelée rue Barré ou rue des Barrés, (car elle menait au  couvent des Carmes, les habits des religieux étant barrés ou bigarrés). Cette poterne se trouverait de nos jours à proximité du no 20 de la rue. Elle disparut sous le règne de François Ier.
En 1386, la voie est nommée rue des Béguines. Elle est appelée, au XVIIe siècle, rue des Barrières, puis de nouveau rue des Barrés, rue des Barres (par exemple sur le plan de Roussel de 1730) ou rue des Barrez. Pour éviter la confusion avec la rue des Barres toute proche, elle prend sa dénomination actuelle en 1867.

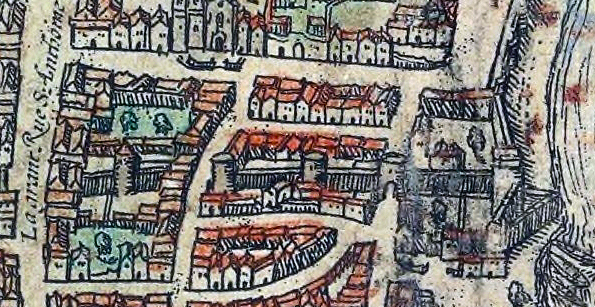
Sur cette portion du plan de Braun et Hogenberg du XVIe siècle, figurent la poterne Saint-Paul (2e rue verticale à gauche) et celle de l'Ave-Maria (rue à l'extrême droite).
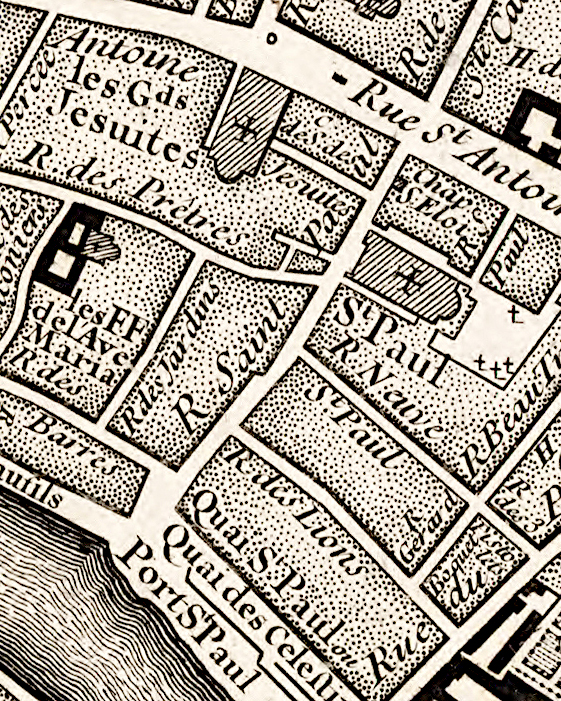
La rue, alors appelée « rue des Barres », en 1730 (en bas et à gauche sur l'image, plan de Roussel).
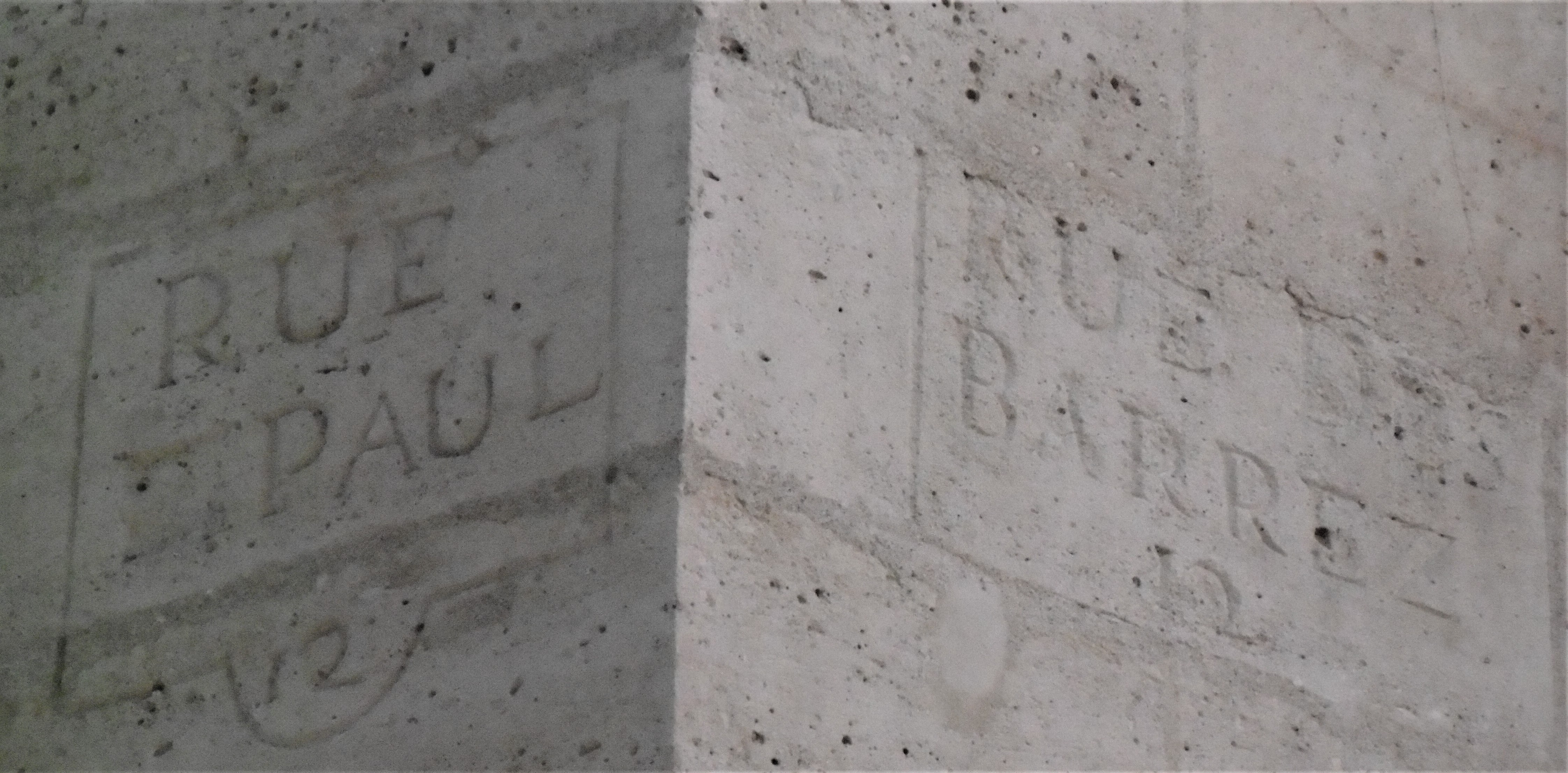
Ancien nom (rue des Barrez).

## Bâtiments remarquables et lieux de mémoire
Des vestiges de l'ancienne enceinte de Philippe Auguste se trouvent au no 15, rue de l'Ave-Maria.
- No 15 : emplacement du jeu de paume de la « Croix noire » où Molière a joué[5].
- No 22 : c'était initialement le couvent de l'Ave-Maria. Fermé à la Révolution, il est transformé en caserne militaire sous le nom de « caserne de l'Ave-Maria ». Après la démolition de celle-ci, un marché à ciel ouvert s’y est installé. Une école occupe l’emplacement depuis 1883[3].

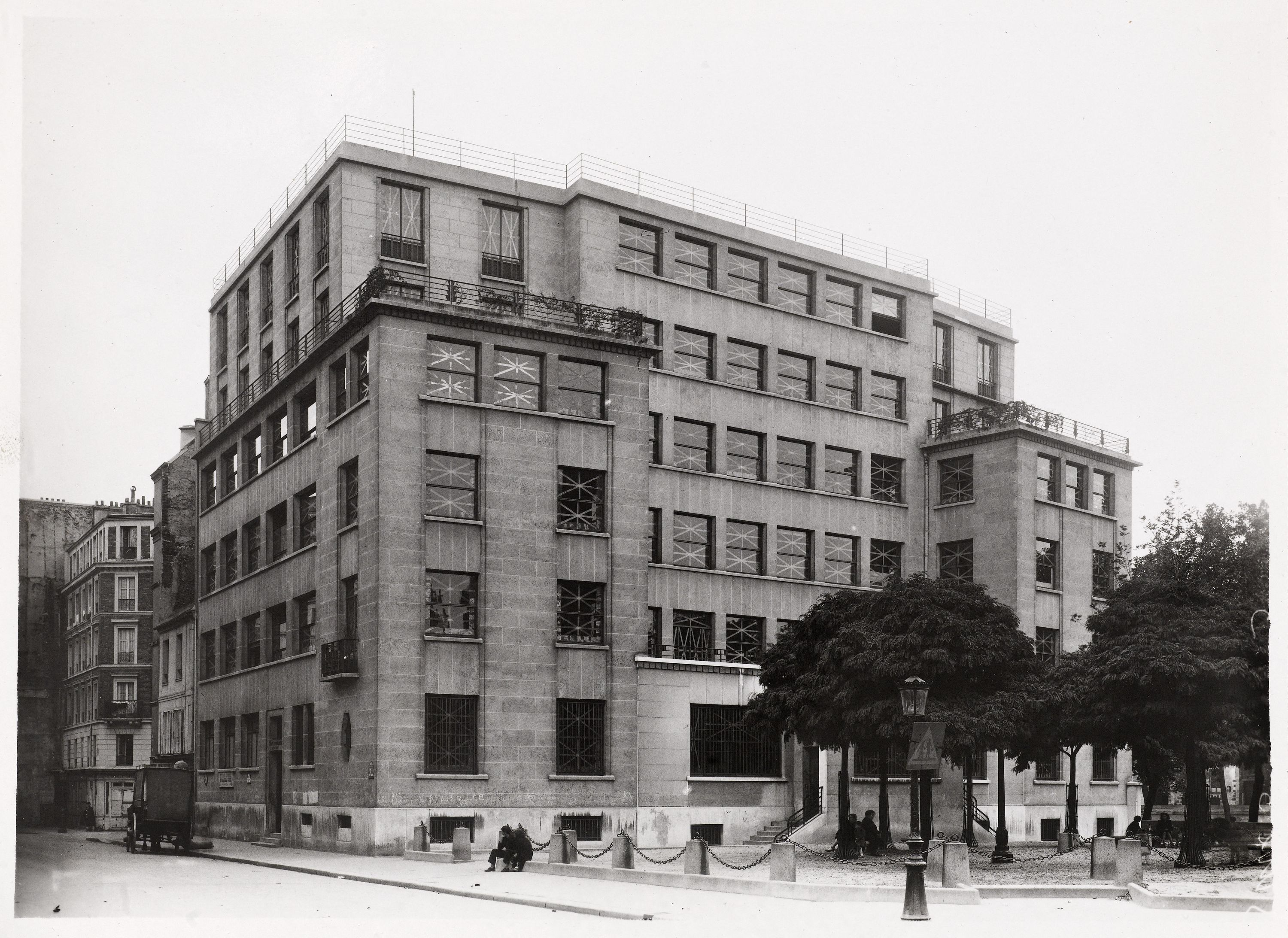
N°15 (vers 1941-1943).
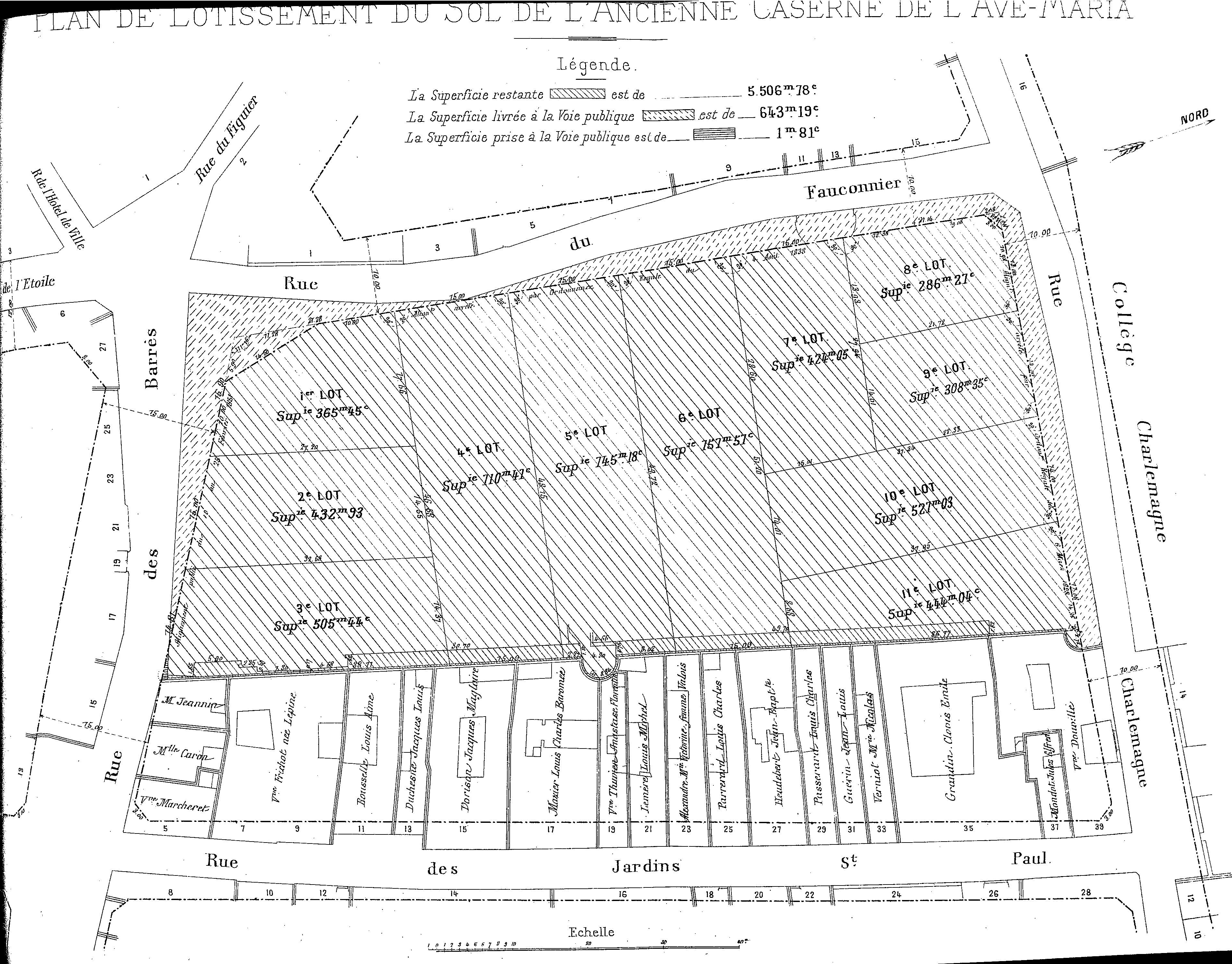
Ancienne caserne (1898).